# 卖挂票
《卖挂票》是马三立相声代表作之一，讲述了一个不学无术的小市民自吹自擂为“京剧名家”的故事。

## 情节
作品中，“我”（“马喜藻”，谐音“洗澡”）自称京剧名家，还自称是名角李盛藻的师父，许多名角（如金少山）甘愿为其当配角，然而在叙述中多次暴露自己水平低下（如将京剧名家赵喜奎说成大鼓艺人魏喜奎、把《奇冤报》中的角色刘世昌说成民国大总统徐世昌、把剧目《红楼二尤》说成“红油二楼”等等）。故事后半，马喜藻在上海天蟾舞台演出，一时座无虚席，后来的观众只能购买站票、蹲票、趴票等等，最后甚至有170余人为看戏选择买“挂票”（将观众用大铁钉和绳子挂在墙上）；结果马喜藻开唱后，因水平不佳，观众纷纷退场，只剩下一百七十多位买挂票的观众因无法脱身而留在现场。

## 马志明翻演版本
马三立之子马志明翻演这部作品时改编了其父亲原版的一些内容。除了场地、人物，事件以外，为了贴合其本人，部分内容进行了替换。年份由1945年改成了1963年，杨宝森改成了李少春，尚小云改成了张君秋，金少山改成了裘盛戎，票价单位也由法币改成了人民币等等。